# 青海アーバンスポーツパーク

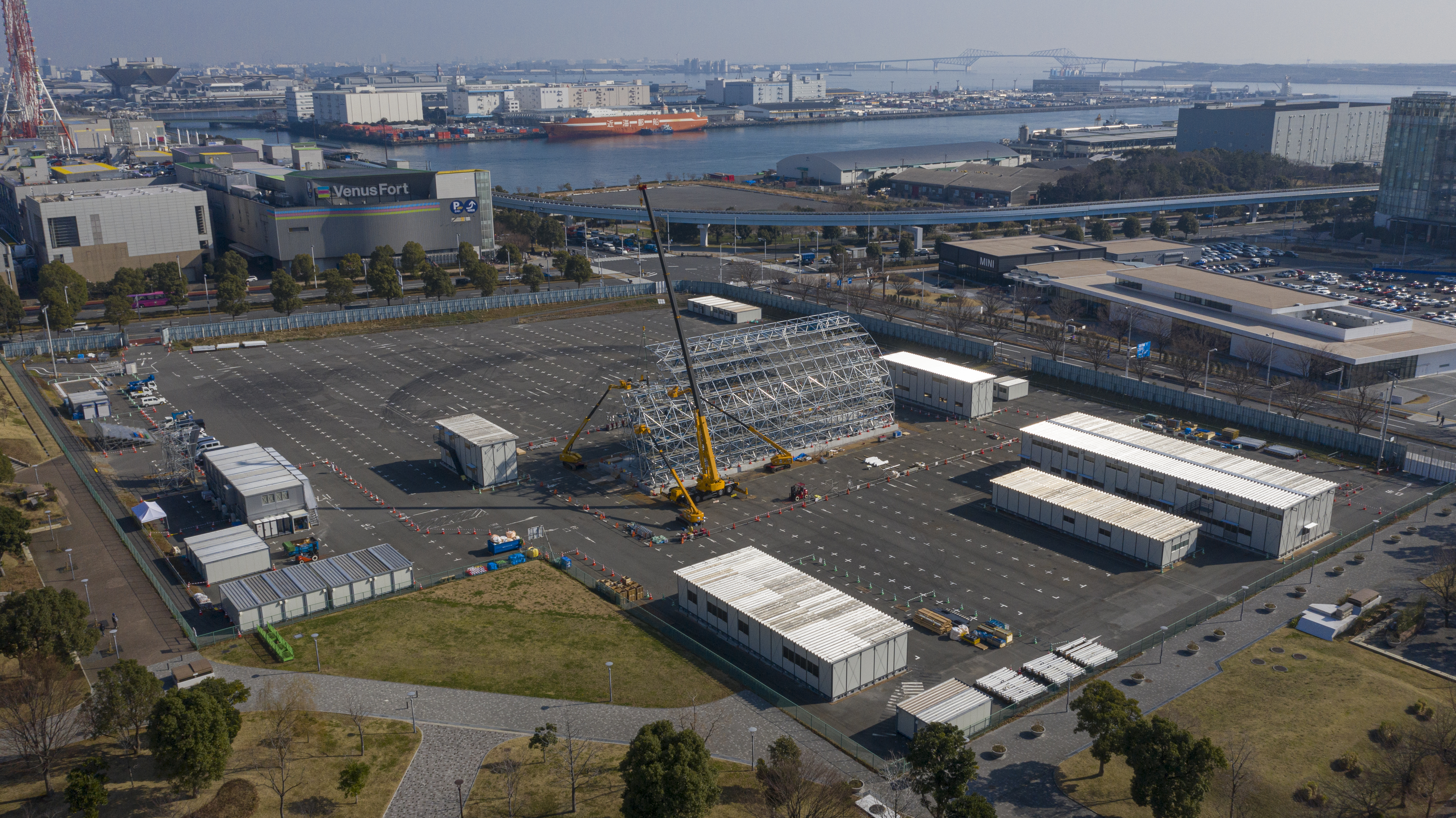
青海アーバンスポーツパーク

青海アーバンスポーツパーク（あおみアーバンスポーツパーク）は、2020年東京オリンピック・パラリンピックの競技会場の一つ。
東京都江東区青海一丁目1番に仮設会場として建設され（東京都港湾局の分類では青海地区R区画）、オリンピックでは正式種目バスケットボール3x3と追加種目スポーツクライミング、パラリンピックではブラインドサッカーが実施された。旧称青海アーバンスポーツ会場（あおみアーバンスポーツかいじょう）。
仮設の会場であるため、大会終了後に施設は解体されている。

## 沿革
- 2016年12月7日 - IOC理事会において、2020年東京オリンピック追加種目スケートボード・スポーツクライミングの競技会場が青海アーバンスポーツ会場に決定[2]。
- 2017年6月9日 - 2020年東京オリンピック正式競技の種目構成がIOC理事会で決定される。会場未定のバスケットボール3x3男女などが種目構成に入っていたので実施会場の検討開始。
- 2017年12月6日 - IOC理事会にて、バスケットボール3x3の会場が青海アーバンスポーツ会場に決定。スケートボードの会場が2016年12月7日にIOC理事会で承認を受けた青海アーバンスポーツ会場から有明BMXコース（のちの有明アーバンスポーツパーク）への変更が決定[3]。
- 2018年10月23日 - TOCOG第28回理事会にて、IOCの承認を得て「青海アーバンスポーツパーク」への改称を正式決定[4][5][6]。

## 特色
- 選手村からも近い青海エリアの敷地に、仮設で整備される会場。東京湾が見える場所に位置し、バスケットボールの3x3やスポーツクライミングが実施され、世界中の若者をエンゲージする東京2020大会を象徴する会場のひとつ。

収容人数
オリンピックの時は、バスケットボール3x3：7,100、スポーツクライミング：8,400となる。
パラリンピックの時は、ブラインドサッカーの会場となる。

## アクセス
- ゆりかもめ東京臨海新交通臨海線「青海駅」下車徒歩約10分
- ゆりかもめ東京臨海新交通臨海線「東京国際クルーズターミナル駅」下車徒歩約10分
- 東京臨海高速鉄道りんかい線「東京テレポート駅」下車徒歩